# Cầu National
Cầu National (tiếng Pháp: Pont National, có nghĩa Cầu quốc gia) là một cây cầu bắc qua sông Seine thuộc địa phận Paris, Pháp. Cây cầu này nằm ở phía Đông Paris, nó nối liền hai quận 12 và 13. Phần cầu đường sắt của National trước đây phục vụ cho tuyến đường sắt Petite Ceinture (hiện đã ngừng hoạt động), phần cầu đường bộ nối liền hai đại lộ Poniatowski và Masséna.
| Métro Paris | Bến tàu điện ngầm: Porte de Charenton hoặc Cour Saint-Émilion |

## Lịch sử
Cầu National được xây dựng trong 2 năm 1852 và 1853. Ban đầu nó được gọi là Cầu Napoléon-III (Pont Napoléon-III) và chỉ được đổi tên thành Cầu National từ năm 1870.
Cầu có chiều dài tổng cộng 188,50 m bao gồm 5 nhịp chính làm bằng gạch gồm hai phần riêng biệt cầu đường bộ và cầu đường sắt. Đây là cây cầu áp chót ở thượng lưu sông Seine thuộc địa phận Paris, phía trên nó chỉ còn cầu Pont amont.